# Вейн (телесеріал)
«Вейн» (англ. Wayne) — американський вебсеріал у жанрі екшн-комедії від режисера Шона Сіммонса; дебютував 16 січня 2019 року на YouTube Premium. У головних ролях знімалися Марк Маккенна, Сієра Браво та Джошуа Джей Вільямс. Сюжет розгортається довкола хлопця-підлітка, який вирушає в подорож, аби з допомогою дівчини, в яку він закоханий, повернути вкрадену в його покійного батька машину.

## Сюжет
Дії телесеріалу «Вейн» розгортаються в місті Броктон (штат Массачусетс, США) і розпочинаються з того, що головний герой «вирушає в подорож на кросовому мотоциклі з дівчиною, в яку закоханий, аби повернути Pontiac Trans Am 1978 року, вкрадений в його покійного батька. Це Вейн і Дел проти світу».

## Актори та персонажі

### Головні
- Марк Маккенна у ролі Вейна, хлопця-підлітка, який намагається повернути машину свого покійного батька
- Сієра Браво у ролі Дел, дівчини з Броктона, в яку закохується Вейн
- Джошуа Джей Вільямс у ролі Орландо, Вейнового накращого друга

### Другорядні
- Дін Вінтерс[en] у ролі Татка, батька Дел
- Стівен Керін у ролі сержанта Ґеллера
- Джеймс Ерл у ролі офіцера Джея
- Джон Чемпейн у ролі брата Карла
- Джеймі Чемпейн у ролі брата Тедді
- Майк О'Меллі[en] у ролі директора Коула
- Франческо Антоніо у ролі Реґґі, Вейнового зведеного брата
- Кірк Вард у ролі Кельвіна, Вейнового вітчима
- Мікаела Воткінс[en] у ролі Морін, Вейнової матері
- Патрік Ґаллагер[en] у ролі містера Ернандеса
- Сін Патрік Долан у ролі Деррена
- Томас Мітчел Барнет у ролі Скотта
- Максвелл Маккейб-Локос[en] у ролі Еріка
- Одесса Адлон у ролі Тріші
- Зої Де Ґрандмейсон[en] у ролі Дженні
- Гаррісон Таннер у ролі Стіка
- Акіель Джуліен у ролі Джилл
- Джек Фолей у ролі Оранда

### Епізодичні
- Рей Маккіннон у ролі Вейна старшого («Розділ перший: Тоді дістань їх»), Вейнового батька
- Тіо Горн[en] у ролі Кіри («Розділ другий: Без священиків»)
- Нік Серіно[en] в ролі Джеймі («Розділ другий: Без священиків»)
- Торрі Вебстер[en] у ролі Емми («Розділ третій: Бісовий бекон правди»)
- Ебіґейл Спенсер у ролі Донни («Розділ п'ятий: Дел»), матері Дел
- Ерні Ґрунвальд[en] у ролі завуча («Розділ шостий: То хто ми з тобою тепер?»)
- Білл Лейк[en] у ролі шерифа («Розділ шостий: То хто ми з тобою тепер?»)
- Пейтон Меєр[en] у ролі Бредлі («Розділ сьомий: Це триватиме вічно»)
- Педро Міґель Арс[en] у ролі касира («Розділ восьмий: Певно, пекло́ як у пеклі»)
- Дерек Тєлер[en] у ролі Варвара («Розділ десятий: Стули писок»)
- Кевін Генчерд[en] у ролі сержанта Ренделла («Розділ десятий: Стули писок»)